# Dominika (imię)
Dominika – żeński odpowiednik imienia Dominik. Imię łacińskie oznacza dosłownie należącą do Pana, ale pochodzi od określenia niedzieli, zwanej dniem pańskim. Patronką imienia jest Św. Dominika, męczennica z Nikomedii. 
Wedle danych rejestru PESEL imię Dominika według stanu na 25 stycznia 2025 w Polsce nosi 123 116 kobiet. Jest na 56. miejscu pod względem popularności.
Wśród imion nadawanych w Polsce nowo narodzonym dzieciom, Dominika w 2015 r. zajmowała 48. miejsce w grupie imion żeńskich. Imię to nadano 881 dzieciom w 2015 roku.
Ang. Dominica i Dominic, franc. Dominique, hiszp. Dominica.
Dominika imieniny obchodzi: 14 maja, 6 czerwca, 6 lipca.

## Znane osoby noszące imięDominika
- Dominika Bednarczyk, polska aktorka
- Dominika Cibulková, słowacka tenisistka
- Dominika Ćosić, polska dziennikarka
- Dominika Dawidowicz, polska aktorka teatralna
- Dominika Figurska, polska aktorka
- Dominika Gawęda, polska piosenkarka
- Dominika Kluźniak, polska aktorka
- Dominique Gisin, szwajcarska narciarka alpejska
- Dominika Golec, polska siatkarka
- Dominika Gwit, polska aktorka i dziennikarka
- Dominika Schulz, polska siatkarka
- Dominika Kachlik, polska aktorka
- Dominika Kryszczyńska, polska aktorka
- Dominika Kurdziel, polska piosenkarka i aktorka
- Dominika Leśniewicz, polska siatkarka
- Dominika Łakomska, polska aktorka
- Dominika Misterska-Zasowska, polska sztangistka
- Dominika Mróz, polska judoczka
- Dominika Ostałowska, polska aktorka
- Dominika Paleta, meksykańska aktorka
- Dominique Sanda, francuska aktorka i modelka
- Dominika Sieradzan, polska siatkarka
- Dominique Voynet, francuska polityk
- Dominika Wielowieyska, polska dziennikarka
- Dominika Wolski, polska aktorka

Zobacz też:
- Dominika – państwo na wyspie o nazwie Dominika
- (4020) Dominique, planetoida